# Re:Orient
Re:Orient är en svensk kulturverksamhet med inriktning på kultur från Mellanöstern/Orienten och minoritetskulturer, startad i Stockholm år 1993.
Re:Orient har sedan starten verkat under ledning av Ozan Sunar och drev från 1993 och till några år efter millennieskiftet en årligt återkommande mångkulturfestival i Stockholm och hade bland annat en omfattande del i Kulturhuvudstadsåret i Stockholm 1998. Det är i dag Nordens största arrangör av kulturproduktioner och gästspel (främst musik) i Sverige från Orienten, Nordafrika och Balkan. Man har i många år bedrivit verksamhet på Södra Teatern i Stockholm och är sedan 2011 ansvariga för kulturverksamheten på Moriska Paviljongen i Malmö Folkets Park. Man har även särskild verksamhet för barn och unga i framför allt stockholmsförorter. Sedan år 2005 driver Re:Orient också sommarfestivalen Kärlekens dårar – mystik inom judendom, kristendom och islam i Vadstena i samverkan med Vadstena-Akademien.
Det finns även ett antal samlingsskivor under samma namn med artister som uppträdde på respektive festival. 